# Uwe Piepgras

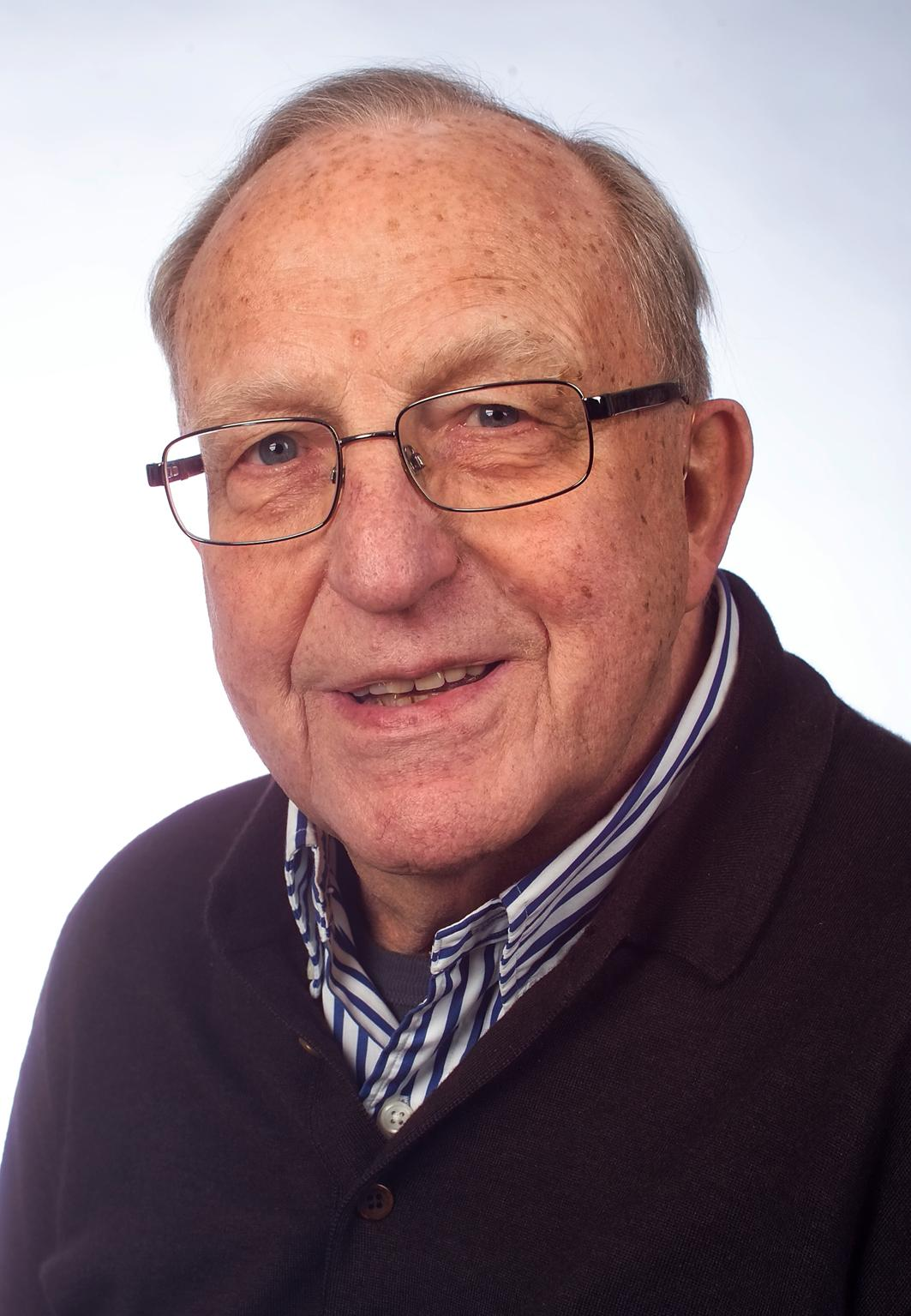
Uwe Piepgras (2013)

Uwe Piepgras (* 28. Februar 1933 in Bad Bramstedt; † 25. November 2017 in Homburg) war ein deutscher Neuroradiologe und Hochschullehrer.

## Leben
Piepgras wurde geboren als Sohn des Rechtsanwalts und Senatspräsidenten Heinz-Rudolf Piepgras und seiner Frau Maria geb. Boueke. Er besuchte die Volksschule in Heide (Holstein) und Pardubitz und die Oberschule in Reval und Königgrätz. Nach der Reifeprüfung in Neumünster studierte er Vorklinik an der Albert-Ludwigs-Universität Freiburg. Nach dem Physikum (1955) war er bis zum Staatsexamen (1958) an der Medizinischen Akademie Düsseldorf. Die damals noch zweijährige Medizinalassistentenzeit verbrachte er in Neumünster (Chirurgie), Öhringen (Innere Medizin) und Schwäbisch Hall (Gynäkologie).
Am 14. Juli 1960 promovierte er bei Heinz Grießmann an der Christian-Albrechts-Universität zu Kiel. 1961 als Arzt approbiert, ging er als Wissenschaftlicher Assistent an die I. Medizinische Universitätsklinik Kiel. Unter den Direktoren Helmut Reinwein und Arnold Bernsmeier verband sie Innere Medizin und Neurologie wie kaum eine andere Klinik. Überlappend begann Piepgras am 1. Juni 1963 in Kiel die Ausbildung zum Radiologen. Seit dem 1. Mai 1964 am Katharinenhospital Stuttgart, wurde er im Juli 1967 Facharzt für Radiologie und wenig später Oberarzt.
Zum 1. Juni 1969 berief ihn die Universität des Saarlandes als Abteilungsleiter für Radiologie. In Homburg habilitierte er sich am 16. Februar 1971. Am 11. Februar 1972 wurde er zum C3-Professor ernannt. 1978 erhielt er die zweite Facharztanerkennung als Nuklearmediziner. Im Oktober war er an der Bildung der Fachrichtung Neuroradiologie beteiligt. Als seine Abteilung am 1. Januar 1982 zum Institut ausgebaut wurde, lehnte er den Ruf auf eine C3-Professur im Universitätsklinikum Hamburg-Eppendorf ab. 1986/87 war er Ärztlicher Direktor vom Universitätsklinikum des Saarlandes.
Nach seiner Emeritierung am 13. Januar 2000 leitete er bis 2007 die Neuroradiologie am International Neuroscience Institute in Hannover.
Piepgras engagierte sich in vielen Fachgesellschaften. Er war Präsident der Vereinigung Südwestdeutscher Radiologen und Nuklearmediziner, des Berufsverbandes Deutscher Neuroradiologen und der Deutschen Gesellschaft für Neuroradiologie sowie Vizepräsident der European Society of Neuroradiology. Er war Mitglied des Scientific Committee der European Association of Clinical Anatomy.

## Ehrenmitgliedschaften
- Griechische Gesellschaft für Radiologie (1992)
- Radiological Society of North America (1994)
- Schweizerische Gesellschaft für Neuroradiologe (1997)
- Deutsche Gesellschaft für Neuroradiologe (2010)

## Schriften (Auswahl)=
- Neuroradiologie. Stuttgart 1977.
- Neurokutane Systemerkrankungen. Stuttgart 1984.